# Maison du 10 rue Haldot à Caen
La maison du 10 rue Haldot est un édifice situé à Caen, dans le département français du Calvados, en France. Elle est inscrite au titre des monuments historiques.

## Localisation
Le monument est situé au no 10 de la rue Haldot sur les coteaux au-dessus de l'ancien faubourg Saint-Julien (autour de l'ancienne église Saint-Julien de Caen).

## Historique
L'édifice est bâti au XVIIIe siècle mais est agrandi et sa façade est refaite avec un décor au goût du jour durant la Monarchie de Juillet au milieu du XIXe siècle.
L'édifice aurait accueilli Alexandre Dumas.
Une annexe est signalée comme très dégradée au tout début du XXIe siècle.
La façade sur rue et l'aile en retour sont inscrits au titre des monuments historiques depuis le 18 septembre 2008.

## Architecture
L'immeuble est bâti en pierre de Caen.
La façade est richement ornée de guirlandes, feuillages et fleurs. Sont présents également des personnages. Le riche décor « fait suite à la sobriété du néo-classicisme ».